# Borsonella diegensis
Borsonella diegensis é uma espécie de gastrópode do gênero Borsonella, pertencente a família Borsoniidae.